# Камден-Парк (Каліфорнія)
Камден-Парк (англ. Cameron Park) — переписна місцевість (CDP) в США, в окрузі Ель-Дорадо штату Каліфорнія. Населення — 18 881 особа (2020).

## Географія
Камден-Парк розташований за координатами 38°40′26″ пн. ш. 120°59′18″ зх. д. / 38.67389° пн. ш. 120.98833° зх. д. (38.673779, -120.988206).  За даними Бюро перепису населення США в 2010 році переписна місцевість мала площу 28,94 км², з яких 28,77 км² — суходіл та 0,18 км² — водойми.

## Демографія
Згідно з переписом 2010 року, у переписній місцевості мешкало 18 228 осіб у 6993 домогосподарствах у складі 5121 родини. Густота населення становила 630 осіб/км².  Було 7610 помешкань (263/км²).
Расовий склад населення:
| - 89,1 % — білих - 2,3 % — азіатів - 1,1 % — корінних американців - 0,8 % — чорних або афроамериканців - 0,2 % — вихідців з тихоокеанських островів - 2,5 % — осіб інших рас |

До двох чи більше рас належало 4,0 %. Частка іспаномовних становила 11,3 % від усіх жителів.
За віковим діапазоном населення розподілялося таким чином: 25,1 % — особи молодші 18 років, 60,5 % — особи у віці 18—64 років, 14,4 % — особи у віці 65 років та старші. Медіана віку мешканця становила 40,6 року. На 100 осіб жіночої статі у переписній місцевості припадало 94,3 чоловіків;  на 100 жінок у віці від 18 років та старших — 92,1 чоловіків також старших 18 років.
Середній дохід на одне домашнє господарство  становив 92 235 доларів США (медіана — 75 073), а середній дохід на одну сім'ю — 106 558 доларів (медіана — 88 138). Медіана доходів становила 71 628 доларів для чоловіків та 47 736 доларів для жінок. За межею бідності перебувало 9,9 % осіб, у тому числі 13,3 % дітей у віці до 18 років та 5,3 % осіб у віці 65 років та старших.
Цивільне працевлаштоване населення становило 8457 осіб. Основні галузі зайнятості: освіта, охорона здоров'я та соціальна допомога — 20,4 %, роздрібна торгівля — 14,3 %, науковці, спеціалісти, менеджери — 13,0 %.